# Morgen (Verheyen)
Morgen is een werk van Jef Verheyen. Hij vervaardigde het werk in olieverf op vezelplaat vermoedelijk in 1965. Het werk bevindt zich momenteel in de collectie van het Koninklijk Museum voor Schone Kunsten Antwerpen, waar het inventarisnummer 3143 draagt.

## Context
Midden jaren zestig werkte Jef Verheyen aan reeksen van opvallend gevoelige schilderijen. Hij slaagde erin met een minimum aan verf een ijle sfeer op te roepen.

## Beschrijving
Hoe langer de toeschouwer naar het werk kijkt, hoe meer er verandert. Op het donkere vlak lijkt de lichtblauwe cirkel zeer onstabiel. De lucht zindert als op een mooie ochtend. Minieme verschuivingen en golvingen doen de lichtblauwe cirkel op het donkere vlak onstabiel lijken.

## Materiële aspecten
- 148,6 × 149 cm (Dagmaat)
- 149 × 149 × 4,6 cm, 28kg (Inclusief lijst)

## Provenance
In 1975 kocht het Koninklijk Museum voor Schone Kunsten Antwerpen het werk op een veiling bij veilinghuis Gebroeders Campo.